# 左巻健男
左巻 健男（さまき たけお、1949年 - ）は、日本の教育学者。東京大学非常勤講師。『理科の探検（RikaTan）』編集長。
中学・高校の理科教諭（東京大学教育学部附属中学校・高等学校教諭など）を26年勤めた後、京都工芸繊維大学教授、同志社女子大学教授、法政大学教授を歴任。
専門は理科教育（小中高の理科で何をどのように教えるか）、科学コミュニケーション（科学を一般の人にどう伝えるか）。大学の基礎科学教育から小中高の学校理科教育、一般市民への科学啓発と科学リテラシーの育成、理科教育を土台にした環境教育まで幅広く研究を行う。
ニセ科学の危険性に警鐘を鳴らしてきた第一人者であり、「『科学っぽい装いをしている』が、科学ではないもの」の批判検討を行う。特に、健康に不安を持つ人につけ込む「健康系ニセ科学」を問題視している。
『面白くて眠れなくなる物理』『こんなに変わった理科教科書』『暮らしのなかのニセ科学』『学校に入り込むニセ科学』『陰謀論とニセ科学』など単著・共編著・監修書多数。単著『世界史は化学でできている』は8万部、監修書『マインクラフトで楽しく学べる！地球のひみつ大図鑑』は10万部を超えるベストセラーとなっている。

## 概略
栃木県小山市生まれ。子ども時代は、自然の中で遊んだり本を読むことが好きで、中学・高校は学校の成績が悪かった。東京都立中野工業高等学校の2年の時に、化学者になろうと思い数学の勉強を始める。入ることができたのは教育学部で、そこから教師を志す。千葉大学教育学部を卒業し、東京学芸大学大学院教育学研究科理科教育専攻（物理化学講座）を修了。
長年に渡り理科教育に携わり、教科書の編集委員や執筆者を務めてきた。中学・高校の理科教師を26年（公立中学8年→東大附属中・高18年）、大学教授を18年（京都工芸繊維大学→同志社女子大学→法政大学）、定年退職後は、東京大学非常勤講師を務めている。大学で「理科教育法」などの講義を持ちながら、教師対象の理科の実験や授業の講座、小学校で理科の授業を行い、一般向けの講演会などで「身近な科学」や「ニセ科学」について講演してきた。
理科教育の研究成果を生かして、数多くの科学をやさしく伝える著作を書き、これまで100冊以上を出版している。学生・教師時代を通して理科の授業で実験を続け、理科授業や理科実験の著作も出している。中学校理科の「検定教科書」（新しい科学）編集委員・執筆者（東京書籍）であり、友人と一緒に「検定外教科書」も作った。中学の理科の教科書5種類に載っているカルメ焼きの作り方は、左巻の考案した方法を使用している。
科学リテラシーの育成を阻むニセ科学についても研究対象とし、ニセ科学の拡散に警鐘を鳴らしている。

### 年表
- 1970年4月 - 1973年3月、千葉大学教育学部中学校教員養成課程理科専攻（物理化学研究室）卒業[2]
- 1973年4月 - 1975年3月、東京学芸大学大学院教育学研究科理科教育専攻（物理化学講座）修了[2]
- 1975年4月 - 1983年3月、埼玉県大宮市立春里中学校教諭
- 1983年4月 - 2000年3月、東京大学教育学部附属中学校・高等学校教諭[4]
- 2000年4月 - 2001年3月、東京大学教育学部附属中等教育学校教諭[4]
- 2001年4月 - 2004年3月、京都工芸繊維大学アドミッションセンター教授[4]
- 2004年4月 - 2008年3月、同志社女子大学現代社会学部現代こども学科教授[4]
- 2008年4月 - 2019年3月、法政大学生命科学部環境応用化学科教授[3][28]
- 2014年4月 - 2019年3月、法政大学教職課程センター教授（定年退職）[4]
- 2019年4月 - 現在、東京大学非常勤講師東京大学非常勤講師[2][3]

## RikaTan
休刊中の雑誌『RikaTan（理科の探検）』の編集長を務める。大人の科学好きのための雑誌で、編集・企画委員として多数の教育関係者や医師、研究者など専門家の仲間が協力している。「観る・知る・遊ぶサイエンス」をキャッチフレーズに、理科の知識や実験・観察・ものづくり、科学の基本的な知識とともに、ニセ科学・オカルト・超常現象・陰謀論・カルトなどを特集する。特集の「ニセ科学を斬る！」が人気で、Amazonの順位で1位になることもあった。発行元のSAMA企画は、「左巻が書く」「左巻が企画する」で「SAMA企画」と名付けられた。
歴史
2007年4月に星の環会より創刊され、2009年4月から2012年3月号までは文一総合出版から発行。その後、季刊を経て隔月刊となり、SAMA企画が発行元となっていたが、2019年4月号に不定期出版になった。その後、2020年8月号、2021年 8月号と増刊号が出版され、2022年1月号をもって休刊した。休刊後は、RikaTan委員たちと、本づくりや理科たんカフェのようなイベントを開催している。

## 反ニセ科学についての活動

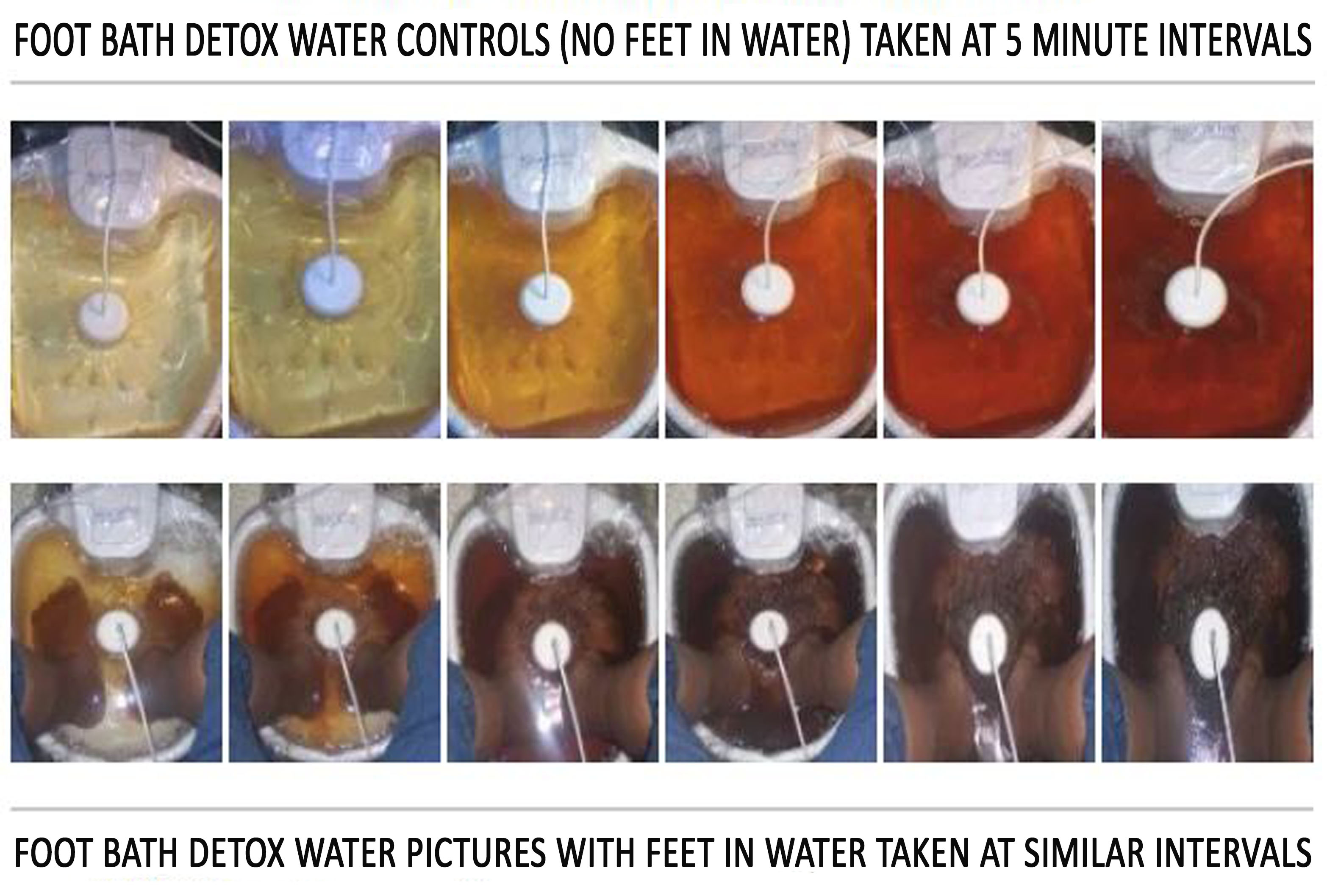
デトックスフットバス（足湯）。液体の錆びた色は、鉄電極の電気分解によるもので、排泄された毒素ではない。水中に足がなくても水の色は変わる

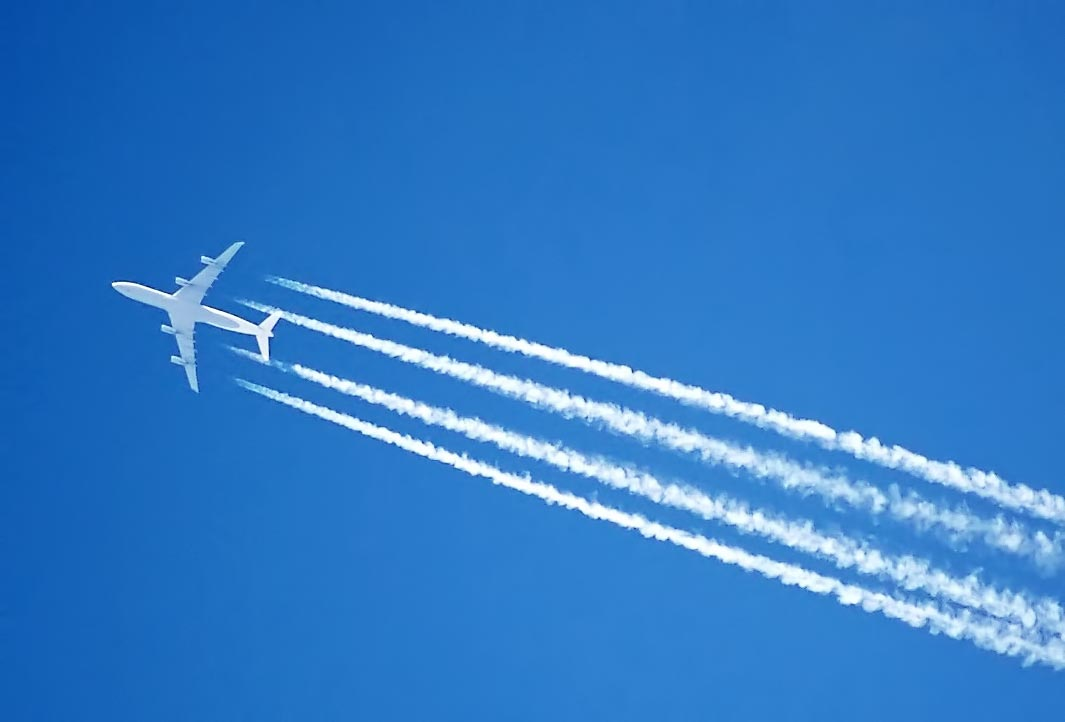
単なる飛行機雲をケムトレイルと名付け、陰謀論と結びつける人がいる

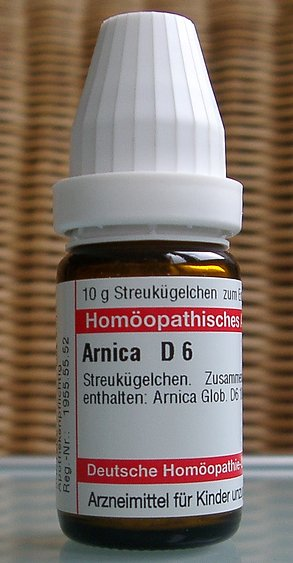
希釈により、元の物質が存在していないホメオパシーのレメディー

ニセ科学の危険性に警鐘を鳴らしてきた第一人者である。特に、信じることで重篤な健康被害を生じる「健康系ニセ科学」を問題視している。
ニセ科学への危機感を最初に抱いたのは、政界や学校教育にも浸透した、水が人間の言葉を理解するという『水からの伝言（1999年）』であり、同じく政界や学校教育に浸透するEM菌（有用微生物群）に対しても、科学的理論をもとに反証を行っている。EM批判では、EM研究機構顧問と裁判になり全面勝利している。その後、著書『暮らしのなかのニセ科学』『学校に入り込むニセ科学』『陰謀論とニセ科学』や、雑誌『RikaTan（理科の探検）』の特集「ニセ科学を斬る！」などでも、EMについて解説している。
左巻はニセ科学を「『科学的に装う』『科学のように見える』にもかかわらず、科学とは呼べないもの」としたうえで、科学的に見える用語を散りばめた「わかりやすい『物語』」を示すことで、科学は分からないが大切に思い信じている人たちの心理を、効果的に突いてくると警鐘を鳴らす。「オカルト」「心霊現象」「占い」などは、ニセ科学ではないが、中には「科学的に装う」ものもあるため、ニセ科学に含めている。人の信頼感や善意を利用した「ニセ科学商法」は多く、健康被害をもたらさす場合もあるにもかかわらず、商売の足場として市民運動や政治家にも入り込んでいる。左巻は、ニセ科学を見抜く能力やセンス「科学リテラシー（科学的常識力）」を育てることも理科教育の目的に入れており、理科教育は自然についての科学知識を身につけて活用し、科学的な思考や判断力を育てる教育だと考えている。
左巻は、ニセ科学の事例を知っておくことが予防になると述べている。ニセ科学に共通するキーワードとして「波動」「共鳴」「エネルギー」「抗酸化作用」「活性化」「免疫力」「即効性」「万能」「天然」などをあげ、ニセ科学に含まれるものとして「がんが治る・ダイエットができるとするサプリメントや健康食品」「健康に良いとする水」「ホメオパシー」「経皮毒」「デトックス」「血液サラサラ」「身につけると健康によいとするゲルマニウムやチタン、トルマリン製品」「ゲーム脳」「右脳・左脳人間が存在するなどの神経神話」「発達障害は親の教育の失敗」「水からの伝言」「食品添加物有害説」「酵素栄養学」「マイナスイオン」「EM菌」「ナノ銀除染」「フリーエネルギー」「血液型性格診断」「インテリジェント・デザイン説」「アポロ陰謀論」「ケムトレイル」などをあげている。
また、ニセ科学にだまされないためには、「万能性を疑うこと（たった1つのもので、魔法のようにあらゆる病気が治ったり、健康になれる万能なものはないと考えること）」を勧めている。そして、「科学的な常識は、いつも『毎日のバランスのとれた食生活、適度な運動、適度にストレスを発散できる趣味などの活動』の重要性を教えてくれる」と述べている。
- 2005年から科学技術振興機構（JST）が行う委託研究テーマ「21世紀の科学技術リテラシー」中の「市民の科学技術リテラシーとしての基本的用語の研究」代表を務め、東京と京都で一般市民を対象にした「ニセ科学フォーラム」を開催した[50][51][52][34]。2009年、研究をもとにした事典『知っておきたい 最新科学の基本用語』を出版した[46][34][53]。
- 左巻は、かつて検定高校化学教科書の著者の1人として、「無機化合物」の章で、塩素や次亜塩素酸ナトリウム、次亜塩素酸について執筆していたが、新型コロナ流行時、次亜塩素酸水についての化学、消毒効果、空間除菌についての解説を行い、「人が直接曝露しても毒性がなく、空間除菌ができるという根拠のある消毒剤はない」と述べている[54]。

### EM菌をめぐる裁判
2015年と2019年の2度、EM研究機構顧問の出口俊一から名誉毀損で提訴されて全面勝利している。
- 2015年2月、EM研究機構顧問の出口が、左巻を名誉毀損で提訴した[2][56][57]。2017年9月、裁判は地裁、高裁で左巻が全面勝訴し、最高裁は棄却された[2][58][59]。左巻が、出口を「真正のおばか」と表現したことについては、「科学と非科学を見分ける科学リテラシーに乏しい旨を述べる趣旨であり、名誉毀損とは認められない」と判断された[32][60]。「ヤクザそのもの」と表現したことについては、「取材と称して見解を糺すために面会を求めるなどしたことへの批判」と判断された[32][60]。2017年8月、左巻は裁判の記録を小冊子「ドキュメントスラップ名誉毀損裁判EM菌擁護者と批判者の闘い」 にまとめた[32]。
- 2019年3月、出口が左巻を再び名誉毀損で提訴し、地裁で争われていたが、2023年6月に棄却され、出口は控訴しなかった[2][55]。裁判におけるEM側の代理人は、有名な創価学会系の弁護士事務所だった[61][62]。

### NMRパイプテクター販売会社からの圧力
『RikaTan（理科の探検）』2019年4月号に掲載された小波秀雄の「『謎水装置』NMRパイプテクターに翻弄される人々」という記事は、その社会的意義を重視し、「理科の探検」の公式Webサイトで無償公開されていた。しかし、NMRパイプテクターの会社（日本システム企画株式会社）から、プロバイダのロリポップ！に対し削除を求める仮処分申請が行われ、8月末に公式Webサイト全体が公開停止にされた（現在は復活）。記事では「装置の原理は現代科学の水準から実現不可能である」という科学的な指摘と、「消費者法で保護されないマンション管理組合に売り込む方法の不適切さ」という法的な指摘が記載されていた。2022年1月号に掲載されたNMRパイプテクターについての論説「NMR効果で赤錆をなくすというニセ科学装置」についても、日本システム企画株式会社からSAMA企画に、掲載を止めるよう求める文書が送られてきている。

### カルト・オカルト・ニセ科学関連の本
書籍
- 2007年、『水はなんにも知らないよ』ディスカヴァー携書
『水からの伝言』の批判と、ニセ科的な説明で販売されている「水の商品」を取り上げた。
- 2014年、『病気になるサプリ 危険な健康食品』幻冬舎新書
- 2015年、『ニセ科学を見抜くセンス』新日本出版社
- 2017年、『ドキュメント スラップ名誉毀損裁判 EM菌擁護者と批判者の闘い』暗黒通信団
- 2017年6月、『暮らしのなかのニセ科学』平凡社
- 2019年11月、『学校に入り込むニセ科学』平凡社
- 2022年4月、『陰謀論とニセ科学 - あなたもだまされている -』ワニブックス
- 2022年12月、『カルト・オカルト  忍びよるトンデモの正体』（左巻健男・ 鈴木エイト・藤倉善郎:編、雨宮純、桝本輝樹、福頼宏隆、齋藤訓之、菊池聡、原田実、桑満おさむ、呼吸発電、謎水） あけび書房
2022年7月の安倍晋三銃撃事件を受けて出版した[2]。統一教会だけでなく、日本を蝕んできたカルト・オカルト・ニセ科学を扱う[2]。雑誌『RikaTan（理科の探検）』のカルト・オカルト・ニセ科学関連の特集、特に2018年10月号「カルト・オカルト ～あなたに忍びよるトンデモ！！～」の情報を更新した論説が多い[2]。

雑誌『RikaTan（理科の探検）』の特集
- 2014年春号「ニセ科学を斬る！」（通巻10号）
- 2015年春号「ニセ科学を斬る！－リターンズ」（通巻14号）
- 2016年4月号「ニセ科学を斬る！ 2016」（通巻19号）
- 2016年12月号「陰謀論の正体！？」（通巻23号）
- 2017年4月号「ニセ科学を斬る！ 2017」（通巻25号）
- 2017年6月号「科学の「都市伝説」を斬る！」（通巻26号）
- 2017年10月号「オカルト・超常現象を科学する！」（通巻28号）
- 2018年4月号「ニセ科学を斬る！ 2018」（通巻31号）
- 2018年6月号「科学の「都市伝説」を斬る！ リターンズ」（通巻32号）
- 2018年10月号「カルト・オカルト ～あなたに忍びよるトンデモ！！～」（通巻34号）
- 2019年4月号「ニセ科学を斬る！ ファイナル」（通巻37号）
- 2020年8月号「ニセ科学を斬る！2020／新型コロナウイルスとともに広がるニセ科学」（通巻39号）
- 2022年1月号「ニセ科学を斬る！ Forever」（通巻40号）

## 人物
- 一番影響を受けた人として、大学院のゼミで一緒だった滝川洋二をあげている[7]。
- 趣味は、国内外放浪、歩く旅、軽登山[68]。

## 著書

### 単著
- 『理科おもしろ勉強法』民衆社 手をつなぐ中学生の本 1988
- 『おもしろ理科授業入門』日本書籍 授業づくりの本 1991
- 『ナットク中学生の理科勉強術』日本書籍 1992
- 『中学で習う理科(物理・化学)が8時間でわかる本』明日香出版社 1993
- 『カルメ焼き☆べっこうあめと10の実験』水原素子絵 汐文社 やってみよう！超おもしろ・かんたん実験アイデア集 1996
- 『中学授業のネタ 授業がおもしろくなる 理科第1分野 化学』授業のネタ研究会中学部会編 日本書籍 1996
- 『手づくりスライムと9の実験』水原素子絵 汐文社 やってみよう！超おもしろ・かんたん実験アイデア集 1996
- 『ゴミ怪獣をやっつけろ』フレーベル館 地球環境子ども探検隊 1997
- 『ぷよぷよたまごをつくろう』水原素子絵 汐文社 はじめてのじっけんあそび 1997
- 『わたあめ・水ロケットと13の実験』水原素子絵 汐文社 やってみよう！超おもしろ・かんたん実験アイデア集 1997
- 『水といのちを考えよう』フレーベル館 地球環境子ども探検隊 1998
- 『おいしい水安全な水』日本実業出版社 入門ビジュアルエコロジー 2000
- 『水がささえるいのちと地球』フレーベル館 地球環境のためにできること 2002
- 『理科の基礎・基本おもしろ授業入門』明治図書出版 2002
- 『水はなんにも知らないよ』ディスカヴァー携書 2007
- 『大人のやりなおし中学化学 現代を生きるために必要な科学的基礎知識が身につく』ソフトバンククリエイティブ サイエンス・アイ新書 2008
- 『大人のやりなおし中学物理 現代を生きるために必要な科学的基礎知識が身につく』ソフトバンククリエイティブ サイエンス・アイ新書 2008
- 『大人のやりなおし中学地学 震度とマグニチュードの違いは？飛行機雲はどうしてできるの？』ソフトバンククリエイティブ サイエンス・アイ新書 2011
- 『中学3年分の物理・化学が面白いほど解ける65のルール』明日香出版社 2011
- 『面白くて眠れなくなる化学』PHPエディターズ・グループ 2012
- 『面白くて眠れなくなる物理』PHPエディターズ・グループ 2012 のち文庫
- 『頭がよくなる1分実験〈物理の基本〉』PHPサイエンス・ワールド新書 2013
- 『あの元素は何の役に立っているのか？』宝島社新書 2013
- 『面白くて眠れなくなる理科』PHPエディターズ・グループ 2013 のち文庫
- 『ウンチのうんちく 大便・おなら・腸内細菌のはなし』PHPエディターズ・グループ 2014
- 『2時間でおさらいできる中学理科』だいわ文庫 2014
- 『病気になるサプリ 危険な健康食品』幻冬舎新書 2014
- 『2時間でおさらいできる物理』だいわ文庫 2015
- 『ニセ科学を見抜くセンス』新日本出版社 2015
- 『水の常識ウソホント77』平凡社〈平凡社新書〉2015
- 『面白くて眠れなくなる元素』PHPエディターズ・グループ 2016
- 『面白くて眠れなくなる人類進化』PHPエディターズ・グループ 2016
- 『ドキュメント スラップ名誉毀損裁判 EM菌擁護者と批判者の闘い』暗黒通信団 2017
- 『暮らしのなかのニセ科学』平凡社〈平凡社新書〉2017年6月
- 『世界一トホホな科学事典』西東社 2019年3月
- 『おもしろ理科授業の極意』東京書籍 2019年5月
- 『<超・図解> 身近にあふれる「微生物」が3時間でわかる本』明日香出版社 2019年7月
- 『Biology系統的に学ぶ中学生物』文理; 二訂版 2019年11月
- 『系統的に学ぶ中学化学』文理; 二訂版 2019年11月
- 『学校に入り込むニセ科学』平凡社 2019年11月

#### 2020年以降
- 『怖くて眠れなくなる化学』PHP研究所 2020年9月
- 『世界史は化学でできている - 絶対に面白い化学入門』ダイヤモンド社、2021年2月
雑誌『Newton9月号 特集 科学名著図鑑』で「科学の名著100冊」に選出[69]。
- 『怖くて眠れなくなる元素』PHP研究所 2022年3月
- 『こんなに変わった理科教科書』ちくま新書 2022年4月
- 『陰謀論とニセ科学 - あなたもだまされている -』ワニブックスPLUS新書 2022年4月
- 『面白くて眠れなくなるウンチ学』PHP研究所 2022年8月
- 『［新版］面白くて眠れなくなる元素 (PHP文庫)』PHP研究所 2022年10月
- 『一度読んだら絶対に忘れない化学の教科書』SBクリエイティブ、2023年1月
- 『化学で世界はすべて読み解ける - 人類史、生命、暮らしのしくみ』SBクリエイティブ、2023年10月
- 『知らなきゃ怖いバイオ科学』きずな出版、2024年2月
- 『政治に入りこむニセ科学』平凡社新書、2024年

### 編著、共編著
- 『たのしい科学の話』編著 新生出版 1984
- 『たのしい科学の実験・工作』後藤富治共編著 新生出版 1985
- 『科学の教室 サイエンス・ゼミ 物理・化学』岩崎敬道共編著 新生出版 1986
- 『中学理科の授業 1時間ごとの授業展開と解説』編著 民衆社 実践資料12か月 1986
- 『べっこうあめパーティー』津田櫓冬共著 童心社 かがくみてみようやってみよう 1988
- 『ストップモーション方式による1時間の授業技術 理科』藤岡信勝共編 日本書籍 1990
- 『新小学理科の授業 1時間ごとの授業展開と解説 3年』笠井守共編著 民衆社 実践資料12か月 1992
- 『新小学理科の授業 1時間ごとの授業展開と解説 4年』園部勝章共編著 民衆社 実践資料12か月 1992
- 『新小学理科の授業 1時間ごとの授業展開と解説 5年』藤本拓郎共編著 民衆社 実践資料12か月 1992
- 『新小学理科の授業 1時間ごとの授業展開と解説 6年』本間明信共編著 民衆社 実践資料12か月 1992
- 『中学生・高校生のためのエイズ読本』佐野芳史共著 民衆社 1993
- 『理科おもしろ実験・ものづくり完全マニュアル』編著 東京書籍 1993
- 『たのしい科学の本 物理・化学』編著 新生出版 1996
- 『たのしくわかる化学実験事典』編著 東京書籍 1996
- 『新理科の授業 情報入手・知的生産術』編著 民衆社 1997
- 『身近なモノの100不思議』編著 東京書籍 1997
- 『水と空気の100不思議』編著 東京書籍 1997
- 『たのしくわかる物理実験事典』滝川洋二共編著 東京書籍 1998
- 『ダイオキシン100の知識』桑嶋幹,水谷英樹共編著 東京書籍 1998
- 『誰にでもできる環境調査マニュアル』市川智史共編著 東京書籍 1999
- 『話題の化学物質100の知識』編著 東京書籍 1999
- 『気になる成分・表示100の知識』稲山ますみ,西田立樹共編著 東京書籍 2000
- 『素顔の科学誌 科学がもっと身近になる42のエピソード』編著 東京書籍 2000
- 『化学超入門』編著 日本実業出版社 エスカルゴ・サイエンス 2001
- 『科学的に正しい料理のコツ』稲山ますみ共編著 日本実業出版社 2001
- 『理科・数学教育の危機と再生』苅谷剛彦共編 岩波書店 2001
- 『「理数力」崩壊 日本人の学力はどこまで落ちるのか』編著 日本実業出版社 2001
- 『おもしろ実験・ものづくり事典』内村浩共編著 東京書籍 2002
- 『最新小学理科の授業 2002年新指導要領対応 1時間ごとの授業展開と解説』小石川秀一共編著 民衆社 2002
- 『最新中学理科の授業 2002年新指導要領対応 1時間ごとの授業展開と解説』杉山栄一共編著 民衆社 2002
- 『理科がもっと面白くなる科学小話Q&A 100』編著 明治図書出版 2002
- 『科学的に正しい暮らしのコツ』手嶋靜共編著 日本実業出版社 2003
- 『新しい科学の教科書準拠問題集』編著 文一総合出版 2004
- 『新しい理科の教科書 親子でひらく科学のとびら 小学3年』野村治共編著 文一総合出版 2004
- 『新しい理科の教科書 親子でひらく科学のとびら 小学4年』大野栄三共編著 文一総合出版 2004
- 『新しい理科の教科書 親子でひらく科学のとびら 小学5年』玉井裕和共編著 文一総合出版 2004
- 『新しい理科の教科書 親子でひらく科学のとびら 小学6年』生源寺孝浩共編著 文一総合出版 2004
- 『ごみ問題100の知識』金谷健共編著 東京書籍 2004
- 『授業づくりのための理科教育法』編著 東京書籍 2004
- 『大人もハマる週末面白実験 自宅でできる科学の感動体験』滝川洋二,こうのにしき共編著 講談社ブルーバックス 2005
- 『地球環境の教科書10講』平山明彦,九里徳泰共編著 東京書籍 2005
- 『新しい高校化学の教科書 現代人のための高校理科』編著 講談社ブルーバックス 2006
- 『新しい高校生物の教科書 現代人のための高校理科』栃内新共編著 講談社ブルーバックス 2006
- 『新しい高校地学の教科書 現代人のための高校理科』杵島正洋,松本直記共編著 講談社ブルーバックス 2006
- 『新しい高校物理の教科書 現代人のための高校理科』山本明利共編著 講談社ブルーバックス 2006
- 『オンリーワンを求めて 科学を選んだ先輩からのメッセージ』岡山理科大学「オンリーワンを求めて」編集委員会:編集、滝沢昇、左巻健男 2007
- 『大人のためのサイエンスIQ クイズで診断！』編 化学同人 2008
- 『科学でわかる料理のツボ』稲山ますみ共著 学習研究社 2008
- 『基礎化学12講』編著 露本伊佐男,藤村陽,山田洋一,和田重雄著 化学同人 2008
- 『やっぱり安心水道水 正しい水のお話 なぜ、水道水を飲まないのですか？』池田圭一共著 水道産業新聞社、2008年
- 『知っておきたい最新科学の基本用語』編著、技術評論社、2009年3月
- 『小4理科授業完全マニュアル 最新 2011年新学習指導要領に対応』市村慈規共編著 学習研究社 2009
- 『小5理科授業完全マニュアル 最新 2011年新学習指導要領に対応』薄伸也共編著 学習研究社 2009
- 『小6理科授業完全マニュアル 最新 2011年新学習指導要領に対応』橋本頼仁共編著 学習研究社 2009
- 『授業に活かす！理科教育法 小学校編』小田切真,小谷卓也共編著 東京書籍 2009
- 『授業に活かす！理科教育法 中学・高等学校編』内村浩共編著 東京書籍 2009
- 『左巻健男先生の中1理科』長戸基,青野裕幸,井上貫之共著 学研教育出版 2010
- 『食べ物実験レシピ キッチンでサイエンス！』編著 文一総合出版 2010
- 『中1理科授業完全マニュアル 最新 2012年新学習指導要領に対応』永留貢共編著 学研教育出版 2010
- 『中2理科授業完全マニュアル 最新 2012年新学習指導要領に対応』青野裕幸共編著 学研教育出版 2010
- 『中3理科授業完全マニュアル 最新 2012年新学習指導要領に対応』相馬惠子共編著 学研教育出版 2010
- 『もう一度中学理科 化学・物理・生物・地学がこの1冊でいっきにわかる』編著 日本実業出版社 2010
- 『やさしくわかる化学実験事典』編著 東京書籍 2010
- 『大人のやりなおし中学生物 木と草の違いはどこにあるの？ごはんをかむとなぜ甘くなる？』左巻恵美子共著 ソフトバンククリエイティブ サイエンス・アイ新書 2011
- 『しぜんのきょうかしょ みぢかな生き物となかよくなろう』辰見武宏,青野裕幸共編著 文一総合出版 2011
- 『しぜんのきょうかしょ みのまわりのふしぎ見つけよう』稲山ますみ共編著 文一総合出版 2011
- 『たのしい理科の小話事典』編著 東京書籍 2011
- 『大災害の理科知識Q&A250 明日を生き抜く最大の武器は「正確な知識」！ 地震・津波・原発・放射線・停電・災害対策 永久保存版』「RikaTan」編集部共編 新潮社 2011
- 『面白くて眠れなくなる地学』編著、PHPエディターズ・グループ、2012年
- 『よくわかる元素図鑑』田中陵二共著、PHPエディターズ・グループ、2012年
- 『知ってるだけですぐおいしくなる！料理のコツ』稲山ますみ共編著 講談社+α文庫 2013
- 『話したくなる！つかえる物理』編著 明日香出版社 2013
- 『ものづくりの化学が一番わかる 身近な工業製品から化学がわかる』編著 技術評論社 しくみ図解 2013
- 『図解・化学「超」入門 物質の基本がゼロからわかる』寺田光宏,山田洋一共著 SBクリエイティブ サイエンス・アイ新書 2014
- 『話したくなる！つかえる生物』青野裕幸共編著 明日香出版社 2014
- 『大人が知っておきたい物理の常識 磁石を半分に割ると磁極はどうなるか？変圧器はどうやって電圧を変えている？』浮田裕共編著 SBクリエイティブ サイエンス・アイ新書 2015
- 『知っていると安心できる成分表示の知識 その食品、その洗剤、本当に安全なの？』池田圭一共編著 SBクリエイティブ サイエンス・アイ新書 2016
- 『知っておきたい化学物質の常識84 なんとなく恐れている事故や公害から、"意外と正体を知らない"家庭用品まで』一色健司共編著 SBクリエイティブ サイエンス・アイ新書 2016
- 『新指導要領対応 新訂 授業に活かす！理科教育法 中学・高等学校編』吉田安規良:編集、東京書籍 2019年3月

#### 2020年以降
- 『科学はこう「たとえる」とおもしろい！』編著、青春出版社、2020年2月
- 『怖くて眠れなくなる地学』編著、PHP研究所 2020年5月
- 『図解 身近にあふれる「物理」が3時間でわかる本』編著、明日香出版社 2020年7月
- 『世界を変えた微生物と感染症』編著、祥伝社、2020年8月
- 『身近な科学が人に教えられるほどよくわかる本 - 「朝起きてから、寝るまで」のサイエンス』編著、SBクリエイティブ 2020年11月
- 『始まりから知ると面白い物理学の授業 - 世界は物理法則で成り立っている』編著、山と溪谷社、2020年12月
- 『1日1ページで小学生から頭がよくなる！ 科学のふしぎ366』きずな出版 2021年4月
- 『図解 身近にあふれる「元素」が3時間でわかる本』編著、明日香出版社、2021年5月
- 『図解 身近にあふれる「感染症」が3時間でわかる本』編著、明日香出版社、2021年8月
- 『図解 身近にあふれる「自然災害」が3時間でわかる本』編著、明日香出版社、2021年9月
- 『面白くて眠れなくなる地学』編著、PHP文庫、2021年9月
- 『世界が驚く日本のすごい科学と技術 - 日本人なら知っておきたい』編著、笠間書院 2022年5月
- 『1日1ページで小学生から頭がよくなる！ 動物のふしぎ366』編著、きずな出版 2022年7月
- 『1日1ページで小学生から頭がよくなる！ 宇宙のふしぎ366』編著、きずな出版 2022年7月
- 『科学オモテウラ大事典』編著、東洋館出版社、2022年11月
- 『1日1ページで小学生から頭がよくなる！ 地球のふしぎ366』編著、きずな出版、2022年12月
- 『カルト・オカルト  忍びよるトンデモの正体』鈴木エイト,藤倉善郎共編著、あけび書房、2022年12月
- 『1日1ページで小学生から頭がよくなる!身近な科学のふしぎ366』編著、きずな出版、2023年7月
- 『みんなの科学リテラシー検定』編著、秀和システム、2024年12月

### 監修
- 『知って納得！水とからだの健康』監修、小学館 ホーム・メディカ・ブックス、2004年
- 『自由研究ガイドブック』監修 、東京書籍、2004年
- 『左巻健男教授の「理系アタマ」育て塾』監修 別冊宝島 2006年
- 『おとなの一般教養 日めくりサイエンス200問』監修、NHK出版、2009年1月
- 『いまさらきけない物理の疑問：身近に感じる不思議編（教えて！左巻先生）』監修、技術評論社、2009年5月
- 『いまさらきけない化学の疑問： 身近に感じる不思議編（教えて！左巻先生）』監修、技術評論社、2009年5月
- 『読んでなっとく化学の疑問：科学の不思議が楽しくわかる（教えて！左巻先生）』監修、技術評論社、 2009年12月
- 『読んでなっとく物理の疑問：科学の不思議が楽しくわかる（教えて！左巻先生）』監修、技術評論社、 2009年12月
- 『読んでなっとく生物の疑問：科学の不思議が楽しくわかる（教えて！左巻先生）』監修、技術評論社、 2010年11月
- 『読んでなっとく地球の疑問：科学の不思議が楽しくわかる（教えて！左巻先生）』監修、技術評論社、 2010年11月
- 『鋼の錬金術師―錬金術を科学する!!』監修、学研プラス、2010年7月
- 『自由研究に役立つ実験工作キットBOX (SEIBIDO MOOK)』監修、成美堂出版、2011年6月
- 『なんでもきいて！まるごとビジュアル大百科 』監修、日東書院本社、2011年10月
- 『元素百科 (ビジュアル雑学図鑑2)』監修、グラフィック社、2011年11月
- 『おしえて！もんじゅ君―これだけは知っておこう 原発と放射能』もんじゅ君（著）、大島堅一・左巻健男（監修）、平凡社、2012年3月11日、ISBN 9784582835625
- 『ちきゅうのふしぎ (なぜなに?えほんずかん)』監修、講談社、2012年2月
- 『小学生のアイデア工作 : 学校の宿題に便利な最新オリジナル工作ブック!!』監修、成美堂出版、2012年7月
- 『検定クイズ教科別義務教育の理科』監修、徳間書店、2012年8月
- 『系統的に学ぶ中学理科（新訂版）』監修、文理、2013年2月
- 『これならわかる!科学の基礎のキソ 単位と物質』監修 丸善出版、2014年1月
- 『化学 : 錬金術から周期律の発見まで』監修、創元社、2014年1月
- 『熱と温度のひみつ』監修、PHP研究所 、2014年2月13日

#### 2020年以降
- 『マンガと図鑑でおもしろい！わかる元素の本』監修、大和書房、2020年6月
- 『マインクラフトで楽しく学べる! 地球のひみつ大図鑑』監修、宝島社、2021年11月
- 『図説カンブリアンモンスター図鑑[第2版] - カンブリア爆発の不思議な生き物たち』監修、千崎達也 著、秀和システム 2022年1月
- 『おしえて！科学セット（全3冊セット）』監修、アンナ・クレイボーン 著、化学同人、2022年2月
- 『科学って何のためにあるの? 科学の基本的な5つの分野がわかる図鑑』監修、東京書籍、2022年8月
- 『学校では教えてくれない ヤバい科学図鑑』監修、SBクリエイティブ、2022年8月
- 『マインクラフトで教養が身につく! 地球のひみつクイズ図鑑』監修、宝島社、2022年9月
- 『12歳までに身につけたい 科学の超きほん 未来のキミのためシリーズ』監修、朝日新聞出版、2022年11月
- 『見つけて学ぶサイエンス 科学まちがい図鑑』監修、西東社、2023年1月
- 『マインクラフトで楽しく学べる! 生き物のひみつ大図鑑』監修、宝島社、2023年5月
- 『マインクラフトで楽しく学べる! 鉱物・宝石大図鑑』監修、宝島社、2023年9月
- 『知れば世の中が見えてくる!元素の教科書』監修、ナツメ社、2023年9月
- 『世界を知る新しい教科書 生物学大図鑑 世界を知る新しい教科書』監修、メアリ・アージェント＝カトワラ 著、河出書房新社、2023年10月
- 『5文字で星座と神話』監修、すとうけんたろう 著、講談社、2023年11月

## 出演

### ラジオ番組
- 2012年7月1日、『安住紳一郎の日曜天国』（TBSラジオ）[70]
- 2013年6月、『荻上チキ・Session-22』「疑似科学を科学する」（TBSラジオ）[71]
- 2013年6月8・15日、『大村正樹のサイエンスキッズ』（文化放送）[72]
- 2021年5月17日、『アシタノカレッジ』「化学から見る世界史」（TBSラジオ）[73]
- 2022年1月16日、『GROWING REED（ナビゲーター:岡田准一）』「世界史は、化学でできているんですか?」（J-WAVE）
- 2022年4月8日 - 5月20日 、『カルチャーラジオ 』「科学と人間：歴史と暮らしを変えた化学 (1) - (7)」（NHKラジオ第2放送）[74]

### テレビ番組
- 2008年2月15日、『探偵!ナイトスクープ』「ダイヤモンドを燃やして松茸を焼く!?」（朝日放送）
ダイヤモンドの成分が炭と同じ炭素であることを知った子供からの依頼で、大量のダイヤモンドで七輪に火をおこし、マツタケを焼いて食べた[16][75]。左巻は、「ダイヤモンド燃やしの達人[76]」として出演した[75]。
- 2009年6月6日、『となりの子育て』「〜“理科”のおもしろさを伝えたい〜」（NHK教育）[77]
- 2009年11月12日、『クローズアップ現代』「実験が苦手〜理科離れする教師たち〜」（NHK）[78][79]
- 2009年11月21日、『週刊こどもニュース』「理科っておもしろい！」（NHK）[80]
- 2010年10月11日、『スッキリ』（日本テレビ）[81]
- 2013年2月23日、『世界一受けたい授業』「科学」（日本テレビ）[82]
- 2013年4月22・23日、『すくすく子育て』「勉強法 (1) (2)」（Eテレ）[83]
- 2013年12月16日、『ニュースJAPAN』（フジTV）[84]
- 2016年7月26日、『あさイチ』「理科の自由研究」（NHK）[85]
- 2018年4月14日、17日、『出川哲朗のアイ・アム・スタディー』（日本テレビ）[86]
- 2022年6月11日、18日、『有吉のお金発見 突撃!カネオくん』「価格が高騰!"金"のお金の秘密」（NHK）[69]
- 2024年1月11日、『所さん!事件ですよ』（NHK）